# أريلينا آرا
أريلينا آرا (بالإنجليزية: Arilena Ara) هي مغنية ألبانية ولدت في 17 يوليو 1998.

## وصلات خارجية
- أريلينا آرا على موقع IMDb (الإنجليزية)
- أريلينا آرا على موقع ميوزك برينز (الإنجليزية)
- أريلينا آرا على موقع أول ميوزيك (الإنجليزية)
- أريلينا آرا على موقع ديسكوغز (الإنجليزية)